# Hyltebro
Hyltebro er en gade på Nørrebro i København, der løber mellem Folmer Bendtsens Plads og Nørrebrogade. Gaden er ca. 100 meter lang og bebygget med etageejendomme. Ved hjørnet af Folmer Bendtsens Plads er der en lille plads med en trappe til en cykelkælder i forbindelse med metrostationen ved Nørrebro Station.

## Historie
Lygteåen, som kommer fra Emdrup Sø, og løber ud i Ladegårdsåen var indtil 1901 grænsen mellem Nørrebro og den daværende Brønshøj-Rødovre Kommune. Broen over åen (cirka ved den nuværende Nørrebro Station) hed Hyltebro, og her skiftede Nørrebrogade navn til Frederikssundsvej. Tæt ved den gamle Hyltebro lå Lygtekroen, som var beværtning for blandt andet rejsende til og fra København. Lygteåen blev i 1904 lagt i rør og kroen revet ned og det gav dermed plads til blandt andet Slangerupbanens stationsbygning.
Gaden er i dag bebygget med etageejendomme af varierende alder. Ældst er hjørneejendommen Hyltebro 1-3/Nørrebrogade 245, der blev opført i 1890. Ved siden ligger den yngste i form af den lange Lundtoftegården fra 1987 med adresserne Hyltebro 5-7 og Lundtoftegade 98-112. På den anden side af gaden ligger Hyltebro 2-4/Nørrebrogade 247, der blev opført i 1896. Den udgør en karre sammen med Hyltebro 6/Folmer Bendtsens Plads 2-6/Nørrebrogade 249-251, der blev opført i 1934.